# Dermań Drugi
Dermań Drugi (ukr. Дермань Друга, Dermań Druha) – wieś na Ukrainie, w obwodzie rówieńskim, w rejonie zdołbunowskim, w hromadzie Mizocz].

## Historia
Pierwsza wzmianka z 1322 roku w akcie donacji cerkiewnej księcia Lubarta. W XV w. własność kniaziów Ostrogskich, którzy założyli tu monastyr oraz drukarnię, czyniąc z miejscowości ośrodek prawosławia, a po unii brzeskiej ognisko działalności antyunijnej. W 1569 włączone do Korony. W pierwszej połowie XVII w. monastyr i mieszkańcy wsi przyjęli unię. W monasterze dermańskim w 1637 r. zmarł Józef Welamin Rutski.
Po II rozbiorze w 1793 r. znalazł się pod władzą Rosji, która przeprowadziła kasatę unii (synod połocki, 1839). 
W latach 1921–1939 ponownie należał do Polski. Między wrześniem 1939 a czerwcem 1941 pod okupacją sowiecką, następnie pod okupacją niemiecką. W 1942 działał tu ośrodek szkoleniowy UPA. W latach 1945–1991 w Ukraińskiej SRR. W latach 1946–1988 miejscowość nosiła nazwę Ustenśke Druhe (ukr. Устенське Друге).
Od 1991 r. w składzie niepodległej Ukrainy. 

## Zabytki
- zamek[2].

## Osoby związane z Dermaniem

### Urodzeni
- Borys Ten (1897–1983) – ukraiński pisarz
- Ułas Samczuk (1905–1987) – ukraiński pisarz
- Władimir Marcynkowski (1884–1971) – rosyjski kaznodzieja chrześcijański i pisarz religijny

### Zmarli
- Józef Welamin Rutski
- Melecjusz Smotrycki (1577-1633) – rusiński duchowny prawosławny, autor gramatyki języka cerkiewnosłowiańskiego
- Łeonid Stupnyckyj (1892–1944) – generał UPA